# Pastores encontram Zenóbia nas margens do Araxes
Pastores encontram Zenóbia nas margens do Araxes é uma pintura a óleo sobre tela de 1850 do pintor acadêmico francês William Bouguereau, agora na École nationale supérieure des beaux-arts Paris.
O tema é extraído das Histórias de Tácito (XII.51), nas quais Radamisto, rei da Armênia, tentou matar a sua esposa Zenóbia para evitar que ela caísse em mãos inimigas e então a jogou no rio Araxes antes de prosseguir. Ainda viva, ela foi encontrada por pastores "num lugar tranquilo e remoto", que enfaixaram suas feridas e a levaram para Artaxata, de onde ela viajou para encontrar Tirídates.
Existem desenhos preparatórios utilizados para obra em École des beaux-arts e no Musée d'Orsay. Paul Baudry ganhou o principal Prix de Rome em 1850, mas Bouguereau ganhou um segundo prêmio de consolação, que usou para pagar uma estadia na Villa Medici.